# 스이코 지진
스이코 지진 (推古地震) 은 아스카 시대 (599년) 에 일본에서 발생한 지진이다. 지진 규모는 M7.0 (추정). 일본서기에 지진에의한 피해가 기재되어있다. 일본 역사상 피해가 기록된 최초의 지진이다.

## 참고 문헌
- 推古地震 (推古7年) - 災害カレンダー
- 日本付近のおもな被害地震年代表 - 日本地震学会